# Теорема про монотонну збіжність
У математичному аналізі функцій дійсної змінної теорема про монотонну збіжність — це будь-яка з низки пов'язаних
теорем, що доводять збіжність обмежених монотонних послідовностей (неспадних або
незростаючих послідовностей).
Неформально теореми стверджують, що якщо послідовність зростаюча і обмежена зверху супремумом, то
послідовність збігається до супремуму; аналогічно, якщо послідовність спадна і обмежена знизу інфінумом, то
вона збігається до інфінуму.

## Збіжність монотонної послідовності дійсних чисел
Лема 1. Якщо послідовність дійсних чисел зростаюча і обмежена зверху, то її супремум є границею.
Доведення.
Нехай {\displaystyle (a_{n})_{n\in \mathbb {N} }} послідовність, що задовольняє вказаним умовам, і нехай {\displaystyle \{a_{n}\}} множина членів послідовності
{\displaystyle (a_{n})_{n\in \mathbb {N} }}. За припущенням, {\displaystyle \{a_{n}\}} непорожня та обмежена зверху. За властивістю найменшої верхньої межі множини дійсних чисел, {\displaystyle c=\sup _{n}\{a_{n}\}} існує і є скінченним. Отже, для
будь-якого {\displaystyle \varepsilon >0}  існує  {\displaystyle N} таке, що {\displaystyle a_{N}>c-\varepsilon }, оскільки інакше {\displaystyle c-\varepsilon } є
верхньою межею для {\displaystyle \{a_{n}\}}, що суперечить визначенню {\displaystyle c}. Тоді, оскільки {\displaystyle (a_{n})_{n\in \mathbb {N} }} є зростаючою, і
{\displaystyle c} — її верхня межа, то для кожного {\displaystyle n>N} маємо {\displaystyle |c-a_{n}|\leqslant |c-a_{N}|<\varepsilon }. Отже, за означенням, границя
послідовності {\displaystyle (a_{n})_{n\in \mathbb {N} }} дорівнює {\displaystyle \sup _{n}\{a_{n}\}}.
Лема 2. Якщо послідовність дійсних чисел спадає і обмежена знизу, то її інфінум є границею.
Доведення. Доведення аналогічне доведенню для випадку, коли послідовність зростає і обмежена зверху.
Теорема. Якщо {\displaystyle (a_{n})_{n\in \mathbb {N} }} є монотонною послідовністю дійсних чисел (тобто, якщо
{\displaystyle a_{n}\leqslant a_{n+1}} для будь-якого {\displaystyle n\geqslant 1} або {\displaystyle a_{n}\geqslant a_{n+1}} для будь-якого {\displaystyle n\geqslant 1}), тоді ця послідовність має границю тоді й лише тоді, коли послідовність є обмеженою.
Доведення.
- Необхідність: Доведення випливає безпосередньо з лем.
- Достатність: З означенням границі будь-яка послідовність {\displaystyle (a_{n})_{n\in \mathbb {N} }} що має границю

{\displaystyle L}, обов'язково обмежена.

## Збіжність монотонного ряду

### Теорема
Якщо для всіх натуральних чисел {\displaystyle j} та {\displaystyle k} {\displaystyle a_{j,k}} є невід'ємними дійсними числами і {\displaystyle a_{j,k}\leqslant a_{j+1,k}}, тоді 
{\displaystyle \lim _{j\to \infty }\sum _{k}a_{j,k}=\sum _{k}\lim _{j\to \infty }a_{j,k}.}
Теорема стверджує, що якщо маємо нескінченну матрицю невід'ємних дійсних чисел, таку що
1. стовпчики слабо зростають і обмежені, і
2. для кожного рядка, ряд члени якого задані цим рядком, збігається,

тоді границя сум рядків дорівнює сумі ряду, {\displaystyle k}-й член якого визначається границею {\displaystyle k}-го стовпця (яка також є його супремум).
Ряд збігається тоді й лише тоді, коли (слабко зростаюча) послідовність сум рядків обмежена, а отже і збіжна.
Як приклад розглянемо нескінченний ряд рядків:
{\displaystyle {\begin{aligned}\left(1+{\frac {1}{n}}\right)^{n}=\sum _{k=0}^{n}{\binom {n}{k}}{\frac {1}{n^{k}}}=\sum _{k=0}^{n}{\frac {1}{k!}}\times {\frac {n}{n}}\times {\frac {n-1}{n}}\times \cdots \times {\frac {n-k+1}{n}},\end{aligned}}}
де {\displaystyle n} прямує до нескінченності (границя цього ряду дорівнює e).
Тут елемент матриці в {\displaystyle n}-му рядку та {\displaystyle k}-му стовпці дорівнює
{\displaystyle {\begin{aligned}{\binom {n}{k}}{\frac {1}{n^{k}}}={\frac {1}{k!}}\times {\frac {n}{n}}\times {\frac {n-1}{n}}\times \cdots \times {\frac {n-k+1}{n}};\end{aligned}}}
стовпці (для фіксованого {\displaystyle k}) дійсно слабо зростають з {\displaystyle n} і обмежені (числом {\displaystyle 1/k!}), у той час як рядки мають лише
скінченну кількість ненульових членів, а тому умова 2 виконується; теорема тепер стверджує, що можна обчислити границю сум рядків
{\displaystyle \left(1+{\frac {1}{n}}\right)^{n}}, взявши суму границь стовпців, а саме {\displaystyle {\frac {1}{k!}}}.

## Лема Беппо Леві
Див. також Теорема Леві про монотонну збіжність.
Наступний результат належить Беппо Леві, який в 1906 році довів незначне узагальнення попереднього результату Анрі Лебега. Нижче {\displaystyle {\mathcal {B}}_{\mathbb {R} _{\geq 0}}} —
{\displaystyle \sigma }-алгебра множин Бореля на {\displaystyle [0,+\infty ]}.
За означенням, {\displaystyle {\mathcal {B}}_{\mathbb {R} _{\geq 0}}} містить множину {\displaystyle \{+\infty \}} і всі підмножини Бореля множини {\displaystyle \mathbb {R} _{\geq 0}}.
Теорема.
Нехай {\displaystyle (\Omega ,\Sigma ,\mu )} — простір з мірою, і {\displaystyle X\in \Sigma }.
Розглянемо точкову неспадну послідовність  {\displaystyle \{f_{k}\}_{k=1}^{\infty }} з {\displaystyle (\Sigma ,{\mathcal {B}}_{\mathbb {R} _{\geq 0}})}-вимірних невід'ємних функцій {\displaystyle f_{k}\colon X\to [0,+\infty ]}, тобто для кожного {\displaystyle {k\geq 1}} і кожного {\displaystyle {x\in X}}
{\displaystyle 0\leq f_{k}(x)\leq f_{k+1}(x)\leq \infty .}
Нехай поточкова границя послідовності {\displaystyle \{f_{n}\}} дорівнює {\displaystyle f}. Тобто для кожного {\displaystyle x\in X}
{\displaystyle f(x):=\lim _{k\to \infty }f_{k}(x).}
Тоді функція {\displaystyle f} є {\displaystyle (\Sigma ,{\mathcal {B}}_{\mathbb {R} _{\geq 0}})}-вимірною і
{\displaystyle \lim _{k\to \infty }\int _{X}f_{k}\,{\rm {d}}\mu =\int _{X}f\,{\rm {d}}\mu .}
Зауваження 1. Інтеграли можуть бути скінченними або нескінченними.
Зауваження 2. Теорема залишається вірною, якщо її умови виконуються {\displaystyle \mu }-майже скрізь. Іншими словами, достатньо, щоб існувала нульова множина {\displaystyle N} така, що послідовність {\displaystyle \{f_{n}(x)\}} не спадає для кожного {\displaystyle x\in X\setminus N}. Щоб
зрозуміти, чому це так, треба почати із спостереження, відповідно до якого поточкове неспадання послідовності {\displaystyle \{f_{n}\}} майже скрізь приводить
до того, що поточкова границя функції {\displaystyle f} може бути невизначена на деякій нульовій множині {\displaystyle N}. На цій нульовій множині функцію
{\displaystyle f} можна визначити довільно, наприклад, як нуль, або у будь-який інший спосіб, який зберігає вимірність. Щоб зрозуміти, чому це не вплине на
результат теореми, зауважимо, що оскільки {\displaystyle \mu (N)=0}, то для кожного {\displaystyle k},
{\displaystyle {\begin{aligned}\int _{X}f_{k}\,{\rm {d}}\mu =\int _{X\setminus N}f_{k}\,{\rm {d}}\mu \quad {\text{і}}\quad \int _{X}f\,{\rm {d}}\mu =\int _{X\setminus N}f\,{\rm {d}}\mu ,\end{aligned}}}
за умови, що функція {\displaystyle f} є {\displaystyle (\Sigma ,{\mathcal {B}}_{\mathbb {R} _{\geq 0}})}-вимірною..
(Ці рівності випливають безпосередньо з означення інтеграла Лебега для невід'ємної функції).
Зауваження 3. За умов теореми,
1. {\displaystyle \displaystyle f(x)=\liminf _{k}f_{k}(x)=\limsup _{k}f_{k}(x)=\sup _{k}f_{k}(x),}
2. {\displaystyle \displaystyle \liminf \limits _{k}\int _{X}f_{k}\,{\rm {d}}\mu =\limsup _{k}\int _{X}f_{k}\,{\rm {d}}\mu =\lim _{k}\int _{X}f_{k}\,{\rm {d}}\mu =\sup _{k}\int _{X}f_{k}\,{\rm {d}}\mu .}

(Зверніть увагу, що другий ланцюжок рівностей випливає із зауваження 5).
Зауваження 4.
Доведення, наведене нижче, не використовує жодних властивостей інтеграла Лебега, крім тих, що наведені тут. Таким чином, теорема може бути використана для
доведення інших основних властивостей, таких як лінійність, що відносяться до інтегрування за Лебегом.
Зауваження 5 (монотонність інтеграла Лебега).
У наведеному нижче доведенні використовуємо властивість монотонності інтеграла Лебега лише до невід'ємних функцій. Зокрема (див. зауваження 4), нехай функції
{\displaystyle f,g\colon X\to [0,+\infty ]} є {\displaystyle (\Sigma ,{\mathcal {B}}_{\mathbb {R} _{\geq 0}})}-вимірними.
- Якщо функція {\displaystyle f\leq g} всюди на {\displaystyle X}, то

{\displaystyle \int _{X}f\,{\rm {d}}\mu \leq \int _{X}g\,{\rm {d}}\mu .}
- Якщо {\displaystyle X_{1},X_{2}\in \Sigma } і {\displaystyle X_{1}\subseteq X_{2}}, тоді

{\displaystyle \int _{X_{1}}f\,{\rm {d}}\mu \leq \int _{X_{2}}f\,{\rm {d}}\mu .}
Доведення. Нехай {\displaystyle \operatorname {SF} (h)} — множина простих {\displaystyle (\Sigma ,{\mathcal {B}}_{\mathbb {R} _{\geq 0}})}-вимірних функцій
{\displaystyle s\colon X\to [0,\infty )} таких, що {\displaystyle 0\leq s\leq h} скрізь на {\displaystyle X}.
1. Оскільки {\displaystyle f\leq g}, то
{\displaystyle \operatorname {SF} (f)\subseteq \operatorname {SF} (g).}
За означенням інтеграла Лебега та властивостей супремуму отримаємо
{\displaystyle {\begin{aligned}\int _{X}f\,{\rm {d}}\mu =\sup _{s\in {\rm {SF}}(f)}\int _{X}s\,{\rm {d}}\mu \leq \sup _{s\in {\rm {SF}}(g)}\int _{X}s\,{\rm {d}}\mu =\int _{X}g\,{\rm {d}}\mu .\end{aligned}}}
2. Нехай {\displaystyle {\mathbf {1} _{X_{1}}}} — індикаторна функція множини {\displaystyle X_{1}}. З означення інтеграла Лебега можна зробити висновок, що
{\displaystyle \int _{X_{2}}f\cdot {\mathbf {1} }_{X_{1}}\,{\rm {d}}\mu =\int _{X_{1}}f\,{\rm {d}}\mu ,}
якщо скористатися тим, що для кожного {\displaystyle s\in {\rm {SF}}(f\cdot {\mathbf {1} }_{X_{1}})}, {\displaystyle s=0} поза множиною {\displaystyle X_{1}}.
Поєднуючи попередню властивість з нерівністю {\displaystyle f\cdot {\mathbf {1} }_{X_{1}}\leq f}, отримаємо
{\displaystyle \int _{X_{1}}f\,{\rm {d}}\mu =\int _{X_{2}}f\cdot {\mathbf {1} }_{X_{1}}\,{\rm {d}}\mu \leq \int _{X_{2}}f\,{\rm {d}}\mu .}
Доведення.
Це доведення не спирається на лему Фату. Проте пояснимо, як цю лему можна використовувати. Для тих, хто не зацікавлений у незалежних
доведеннях, проміжні результати, що наведені нижче, можна пропустити.

#### Проміжні результати

##### Інтеграл Лебега як міра
Лема 1. Нехай {\displaystyle (\Omega ,\Sigma ,\mu )} — вимірний простір. Розглянемо просту {\displaystyle (\Sigma ,{\mathcal {B}}_{\mathbb {R} _{\geq 0}})}-вимірну невід'ємну функцію {\displaystyle s\colon \Omega \to {\mathbb {R} _{\geq 0}}}. Для підмножини {\displaystyle S\subseteq \Omega } визначимо
{\displaystyle \nu (S)=\int _{S}s\,{\rm {d}}\mu .}
Тоді {\displaystyle \nu } є мірою на {\displaystyle \Omega }.
Доведення. Монотонність випливає із зауваження 5. Тут ми доведемо лише злічену адитивність, решту доведення залишимо на розсуд читача. Нехай
{\displaystyle S=\bigcup \limits _{i=1}^{\infty }S_{i}}, де всі множини {\displaystyle S_{i}} попарно не перетинаються. Завдяки спрощенню,
{\displaystyle s=\sum _{i=1}^{n}c_{i}\cdot {\mathbf {1} }_{A_{i}}},
для деяких скінченних невід'ємних констант {\displaystyle c_{i}\in {\mathbb {R} }_{\geq 0}} і попарно неперетиних множин {\displaystyle A_{i}\in \Sigma } таких, що
{\displaystyle \bigcup \limits _{i=1}^{n}A_{i}=\Omega }. За означенням інтеграла Лебега,
{\displaystyle {\begin{aligned}\nu (S)&=\sum _{i=1}^{n}c_{i}\cdot \mu (S\cap A_{i})=\\&=\sum _{i=1}^{n}c_{i}\cdot \mu \left(\left(\bigcup _{j=1}^{\infty }S_{j}\right)\cap A_{i}\right)=\\&=\sum _{i=1}^{n}c_{i}\cdot \mu \left(\bigcup _{j=1}^{\infty }(S_{j}\cap A_{i})\right).\end{aligned}}}
Оскільки всі множини {\displaystyle S_{j}\cap A_{i}} попарно не перетинаються, то із зліченної адитивності {\displaystyle \mu } отримуємо
{\displaystyle {\begin{aligned}\sum _{i=1}^{n}c_{i}\cdot \mu \left(\bigcup _{j=1}^{\infty }(S_{j}\cap A_{i})\right)=\sum _{i=1}^{n}c_{i}\cdot \sum _{j=1}^{\infty }\mu (S_{j}\cap A_{i}).\end{aligned}}}
Оскільки всі доданки невід'ємні, то сума ряду не змінитися (незалежно від того чи є ця сума скінченною чи нескінченною), якщо поміняти порядок
підсумовування. З цієї причини,
{\displaystyle {\begin{aligned}\sum _{i=1}^{n}c_{i}\cdot \sum _{j=1}^{\infty }\mu (S_{j}\cap A_{i})&=\sum _{j=1}^{\infty }\sum _{i=1}^{n}c_{i}\cdot \mu (S_{j}\cap A_{i})=\\&=\sum _{j=1}^{\infty }\int _{S_{j}}s\,{\rm {d}}\mu =\\&\sum _{j=1}^{\infty }\nu (S_{j}),\end{aligned}}}
що і треба було довести.

##### «Неперервність знизу»
Наступна властивість є прямим наслідком означення міри.
 Лема 2. Нехай {\displaystyle \mu } буде мірою, і {\displaystyle S=\bigcup \limits _{i=1}^{\infty }S_{i}}, де
{\displaystyle S_{1}\subseteq \cdots \subseteq S_{i}\subseteq S_{i+1}\subseteq \cdots \subseteq S}
є неспадним ланцюгом у якому всі множини є {\displaystyle \mu }-вимірними. Тоді
{\displaystyle \mu (S)=\lim _{i}\mu (S_{i}).}

#### Доведення теореми
Крок 1. Почнемо з того, що доведемо {\displaystyle (\Sigma ,{\mathcal {B}}_{\mathbb {R} _{\geq 0}})}-вимірність  функції {\displaystyle f}.
Коментар. Якщо використовували лему Фату, то вимірність випливає безпосередньо із зауваження 3(а). Щоб довести це, не використовуючи лему Фату,
достатньо показати, що обернений образ інтервалу {\displaystyle [0,t]} для функції {\displaystyle f} є елементом сигма-алгебри
{\displaystyle \Sigma } на  множині {\displaystyle X}, оскільки (замкнуті) інтервали породжують сигма-алгебру Бореля на множині
дійсних чисел. Оскільки {\displaystyle [0,t]} є замкнутим інтервалом, і для кожного {\displaystyle k}, такого що {\displaystyle 0\leq f_{k}(x)\leq f(x)},
{\displaystyle 0\leq f(x)\leq t\quad \Leftrightarrow \quad \left[\forall k\quad 0\leq f_{k}(x)\leq t\right].}
Таким чином,
{\displaystyle \{x\in X\mid 0\leq f(x)\leq t\}=\bigcap _{k}\{x\in X\mid 0\leq f_{k}(x)\leq t\}.}
Як обернений образ множини Бореля для {\displaystyle (\Sigma ,{\mathcal {B}}_{\mathbb {R} _{\geq 0}})}-вимірної функції
{\displaystyle f_{k}} кожна множина в зліченному перетині є елементом {\displaystyle \sigma }-алгебри {\displaystyle \Sigma }. Оскільки {\displaystyle \sigma }-алгебри  за
означенням є замкнені при зліченому перетині, то це означає, що функція {\displaystyle f} є {\displaystyle (\Sigma ,{\mathcal {B}}_{\mathbb {R} _{\geq 0}})}-вимірною і інтеграл {\displaystyle \int _{X}f\,{\rm {d}}\mu } добре визначений (і, можливо, нескінченний).
Крок 2. Спочатку покажемо, що {\displaystyle \int _{X}f\,{\rm {d}}\mu \geq \lim _{k}\int _{X}f_{k}\,{\rm {d}}\mu .}
З означення функції {\displaystyle f} і монотонності функцій {\displaystyle \{f_{k}\}} випливає, що {\displaystyle f(x)\geq f_{k}(x)} для кожного {\displaystyle k} і
кожного {\displaystyle x\in X}. З монотонності (або, точніше, її вужчою версії, встановленої в зауваженні 5; див.також зауваження 4) інтеграла Лебега,
{\displaystyle \int _{X}f\,{\rm {d}}\mu \geq \int _{X}f_{k}\,{\rm {d}}\mu ,}
та
{\displaystyle \int _{X}f\,{\rm {d}}\mu \geq \lim _{k}\int _{X}f_{k}\,{\rm {d}}\mu .}
Зауважимо, що границя справа існує (скінечна чи нескінченна), оскільки внаслідок монотонності (див. зауваження 5 і зауваження 4) послідовність не спадна.
Завершення кроку 2. Тепер доведемо зворотну нерівність. Потрібно довести, що
{\displaystyle \int _{X}f\,{\rm {d}}\mu \leq \lim _{k}\int _{X}f_{k}\,{\rm {d}}\mu .}
Доведення за допомогою леми Фату. Відповідно до зауваження 3 нерівність, яку потрібно довести, еквівалентна нерівності
{\displaystyle \int _{X}\liminf _{k}f_{k}(x)\,{\rm {d}}\mu \leq \liminf _{k}\int _{X}f_{k}\,{\rm {d}}\mu .}
Але ця нерівність відразу випливає з леми Фату, що завершує доведення.
Незалежне доведення.  Для доведення нерівності без використання леми Фату потрібні деякі додаткові інструменти. Нехай
{\displaystyle \operatorname {SF} (f)} — набір простих {\displaystyle (\Sigma ,{\mathcal {B}}_{\mathbb {R} _{\geq 0}})}-вимірних функцій {\displaystyle s\colon X\to [0,\infty )} таких, що {\displaystyle 0\leq s\leq f} на {\displaystyle X}.
Крок 3. Для заданої простої функції {\displaystyle s\in \operatorname {SF} (f)} і дійсного числа {\displaystyle t\in (0,1)} визначимо
{\displaystyle B_{k}^{s,t}=\{x\in X\mid t\cdot s(x)\leq f_{k}(x)\}\subseteq X.}
Тоді
{\displaystyle B_{k}^{s,t}\in \Sigma ,\quad B_{k}^{s,t}\subseteq B_{k+1}^{s,t}\quad {\text{і}}\quad X=\bigcup _{k}B_{k}^{s,t}.}
Крок 3а. Щоб довести перше твердження припустимо, що {\displaystyle s=\sum \limits _{i=1}^{m}c_{i}\cdot {\mathbf {1} }_{A_{i}}} для деякої скінченної
сукупності попарно неперетинних вимірних множин {\displaystyle A_{i}\in \Sigma } таких, що {\displaystyle X=\bigcup \limits _{i=1}^{m}A_{i}}, деяких (скінченних)
невід'ємних констант {\displaystyle c_{i}\in {\mathbb {R} }_{\geq 0}}, і {\displaystyle \mathbf {1} _{A_{i}}} — індикаторна функція множини {\displaystyle A_{i}}.
Для кожного {\displaystyle x\in A_{i}}, нерівність {\displaystyle t\cdot s(x)\leq f_{k}(x)} виконується тоді й лише тоді, коли {\displaystyle f_{k}(x)\in [t\cdot c_{i},+\infty ]}. Враховуючи, що множини {\displaystyle A_{i}} попарно не перетинаються,
{\displaystyle B_{k}^{s,t}=\bigcup _{i=1}^{m}{\bigl (}f_{k}^{-1}{\bigl (}[t\cdot c_{i},+\infty ]{\bigr )}\cap A_{i}{\bigr )}.}
Оскільки прообраз {\displaystyle f_{k}^{-1}{\bigl (}[t\cdot c_{i},+\infty ]{\bigr )}} борелівської множини {\displaystyle [t\cdot c_{i},+\infty ]} вимірної функції
{\displaystyle f_{k}} є вимірним, і за означенням {\displaystyle \sigma }-алгебра замкнена відносно скінченних перетинів та об'єднань, то отримуємо перше
твердження.
Крок 3б. Для доведення другого твердження зауважимо, що для кожного {\displaystyle k} і будь-якого {\displaystyle x\in X}, {\displaystyle f_{k}(x)\leq f_{k+1}(x)}.
Крок 3в. Для доведення третього твердження покажемо, що {\displaystyle X\subseteq \bigcup \limits _{k}B_{k}^{s,t}}.
Дійсно, якщо припустити протилежне, тобто {\displaystyle X\not \subseteq \bigcup \limits _{k}B_{k}^{s,t}}, то існує елемент
{\displaystyle x_{0}\in X\setminus \bigcup _{k}B_{k}^{s,t}=\bigcap _{k}(X\setminus B_{k}^{s,t})}
такий, що {\displaystyle f_{k}(x_{0})<t\cdot s(x_{0})} для кожного {\displaystyle k}. Знайшовши границю при {\displaystyle k\to \infty }, отримаємо
{\displaystyle f(x_{0})\leq t\cdot s(x_{0})<s(x_{0}).}
Але за початковим припущенням {\displaystyle s\leq f}. Отримали протиріччя.
Крок 4. Для будь-якої простої {\displaystyle (\Sigma ,{\mathcal {B}}_{\mathbb {R} _{\geq 0}})}-вимірної невід'ємної функції {\displaystyle s_{2}} виконується
рівність
{\displaystyle \lim _{n}\int _{B_{n}^{s,t}}s_{2}\,{\rm {d}}\mu =\int _{X}s_{2}\,{\rm {d}}\mu .}
Щоб довести це, визначимо {\displaystyle \nu (S)=\int _{S}s_{2}\,{\rm {d}}\mu }. Згідно з лемою 1 {\displaystyle \nu (S)} є вимірною на {\displaystyle \Omega }. За
«неперервністю знизу» (згідно леми 2),
{\displaystyle \lim _{n}\int _{B_{n}^{s,t}}s_{2}\,{\rm {d}}\mu =\lim _{n}\nu (B_{n}^{s,t})=\nu (X)=\int _{X}s_{2}\,{\rm {d}}\mu ,}
що і треба було довести.
Крок 5. Тепер доведемо, що для будь-якого {\displaystyle s\in \operatorname {SF} (f)}
{\displaystyle \int _{X}s\,{\rm {d}}\mu \leq \lim _{k}\int _{X}f_{k}\,{\rm {d}}\mu .}
Дійсно, використовуючи означення {\displaystyle B_{k}^{s,t}} та невід'ємність функцій {\displaystyle f_{k}}, а також монотонність інтеграла Лебега (див. зауваження
5 і зауваження 4), маємо
{\displaystyle \int _{B_{k}^{s,t}}t\cdot s\,{\rm {d}}\mu \leq \int _{B_{k}^{s,t}}f_{k}\,{\rm {d}}\mu \leq \int _{X}f_{k}\,{\rm {d}}\mu }
для будь-якого {\displaystyle k\geq 1}. Відповідно до кроку 4 при {\displaystyle k\to \infty } отримуємо нерівність
{\displaystyle t\int _{X}s\,{\rm {d}}\mu \leq \lim _{k}\int _{X}f_{k}\,{\rm {d}}\mu .}
Обчисливши границю при {\displaystyle t\uparrow 1}, отримаємо
{\displaystyle \int _{X}s\,{\rm {d}}\mu \leq \lim _{k}\int _{X}f_{k}\,{\rm {d}}\mu ,}
що і треба було довести.
Крок 6. Тепер можна довести зворотну нерівність, тобто
{\displaystyle \int _{X}f\,{\rm {d}}\mu \leq \lim _{k}\int _{X}f_{k}\,{\rm {d}}\mu .}
Справді, з невід'ємності отримуємо {\displaystyle f_{+}=f} і {\displaystyle f_{-}=0}. Для обчислення важливою є невід'ємність функції {\displaystyle f}.
Використовуючи означення інтеграла Лебега та нерівність, встановлену на кроці 5, отримуємо
{\displaystyle \int _{X}f\,{\rm {d}}\mu =\sup _{s\in \operatorname {SF} (f)}\int _{X}s\,{\rm {d}}\mu \leq \lim _{k}\int _{X}f_{k}\,{\rm {d}}\mu .}
Доведення завершено.